# Парламентские выборы в Испании (август 1872)
Выборы в Конгресс депутатов Испании 1872 года прошли 24 и 27 августа, став третьими и последними выборами в период царствования короля Амадео Савойского, прошедшими в соответствии с либерально-монархической конституцией 1869 года в условиях всеобщего мужского избирательного права и при полном доминировании радикалов.

## Предыстория
21 апреля 1872 года приверженцы дона Карлоса Младшего, принявшего имя Карла VII, потерпев поражение на парламентских выборах, подняли антиправительственное восстание в северных провинциях Испании, положив начало Третьей карлистской войне. Необходимость борьбы против карлистов, вновь взявшихся за оружие, привело к тому, что 26 мая 1872 года испанское правительство возглавил генерал Франсиско Серрано (консерватор). Тяжёлое внутриполитическое положение вскоре вынудило короля вновь сменить правительство. Уже 13 июня того же 1872 года Серрано, подавшего в отставку, на посту премьер-министром сменил лидер Радикально-демократической партии Мануэль Руис Соррилья. Столкнувшись с невозможностью формирования стабильного правительства новый глава испанского кабинета назначил досрочные выборы на 24 августа 1872 года.
Учитывая, что на севере страны шла гражданская война карлисты почти не участвовали в выборах. Также в этих выборах не участвовала значительная часть конституционалистов бывшего премьер-министра Пракседеса Матео Сагасты и консерваторов ещё одного бывшего премьера Серрано. Лишь незначительная часть карлистов, конституционалистов и консерваторов приняли участие в выборах как независимые. Помимо них также баллотировались «альфонсинас», сторонники принца Альфонсо, единственного сына королевы Изабеллы II и инфанта Франсиско де Асиса, герцога Кадисского, который после низложения матери в 1868 году покинул Испанию. Бойкотировали голосование «непримиримые федеральные республиканцы» (левое крыло республиканцев) и последователи Первого интернационала (марксисты и анархисты-бакунинцы).

## Результаты
Всего был избран 391 депутат, не считая 18 депутатов, избранных на Кубе и 11 в Пуэрто-Рико.
В условиях когда в выборах почти не участвовали представители правого крыла (конституционалисты, консерваторы и карлисты) убедительную победу одержала Радикально-демократическая партия во главе с Мануэлем Руис Соррилья и Николасом Риверо, завоевав более 70 % мест. Второй по количеству мандатов силой в Конгресс депутатов стали республиканцы-федералисты во главе с Пи-и-Маргалем, которые смогли расширить своё парламентское представительство в 1,5 раза.

Распределение мест в Конгрессе депутатов по итогам выборов в августе 1872 года
Радикально-демократическая партия: 274
Республиканская федеральная партия: 78
независимые конституционалисты и консерваторы: 14
«альфонсинас»: 9
другие: 16

Итоги выборов в Конгресс депутатов 24 и 27 августа 1871 года
| Партии и коалиции                                            | Партии и коалиции                             | Партии и коалиции                                    | Лидер                                     | Места | Места | Места  |
| Партии и коалиции                                            | Партии и коалиции                             | Партии и коалиции                                    | Лидер                                     | Места | +/−   | %      |
| ------------------------------------------------------------ | --------------------------------------------- | ---------------------------------------------------- | ----------------------------------------- | ----- | ----- | ------ |
|                                                              | Радикально-демократическая партия             | исп. Partido Demócrata-Radical                       | Мануэль Руис Соррилья                     | 274   | ▲232  | 70,08% |
|                                                              | Республиканская федеральная партия            | исп. Partido Republicano Federal                     | Франсиско Пи-и-Маргаль                    | 78    | ▲26   | 19,95  |
|                                                              | Независимые конституционалисты и консерваторы | исп. Independientes Constitucionales y Conservadores | Пракседес Матео Сагаста/Франсиско Серрано | 14    | ▼222  | 3,58   |
|                                                              | Альфонсинос                                   | исп. Alfonsinos                                      | Антонио Кановас дель Кастильо             | 9     | —     | 2,30   |
|                                                              | Независимые карлисты                          | исп. Independientes carlistas                        | Карлос Мария де Бурбон/Кармело Носедаль   | 3     | ▼35   | 0,77   |
|                                                              | Независимые республиканцы                     | исп. Independientes independientes                   |                                           | 2     | —     | 0,51   |
|                                                              | Другие                                        | Другие                                               | Другие                                    | 11    | ▲2    | 2,81   |
|                                                              |                                               |                                                      |                                           |       |       |        |
| Всего                                                        | Всего                                         | Всего                                                | Всего                                     | 391   | ▬     | 100    |
|                                                              |                                               |                                                      |                                           |       |       |        |
| Источник: - Historia Electoral - Spain Historical Statistics |                                               |                                                      |                                           |       |       |        |

## Результаты по регионам
Радикальные демократы заняли первое место по количеству избранных депутатов в 40 провинциях. Республиканцы-федералисты выиграли выборы в 4 регионах (Барселона, Жирона, Севилья и Кадис). Карлисты взяли верх в Алаве. В Лериде и Уэльве мандаты поделили между собой радикалы и республиканцы. Партийная принадлежность депутатов от Канарских островов неизвестна. 
В Мадриде все 7 мест достались радикальным демократам, в Барселоне 4 мандата из 5 завоевали республиканцы, ещё один получил радикал.

## После выборов
Председателем Конгресса был избран Николас Мария Риверо (радикал). Председателем Сената стал также представитель радикалов — Лауреано Фигерола. 11 февраля 1873 года на председателем Национального собрания был избран Кристино Мартос (радикал); 20 марта того же 1873 года его сменил республиканец-федералист Николас Сальмерон.
11 февраля 1873 года король Амадей I Савойский из-за углубляющегося социального кризиса и Третьей карлистской войны отрёкся от престола. В тот же день на совместном заседании Конгресса депутатов и Сената, объединившись в единый орган законодательной власти под названием Национальное собрание, провозгласили Испанию республики (за — 258 голосов, против — 32). Президентом исполнительной власти (исп. Presidente del Poder ejecutivo), то есть новым главой государства и одновременно правительства стал республиканец-федералист Эстанислао Фигерас и Moрагас. Первоначально власть в только что провозглашённой Испанской республике делили между собой республиканцами и радикалам. С апреля 1873 года у власти были только республиканцы.